# Mine de Ziemowit
La mine de Ziemowit est une mine souterraine de charbon située en Lędziny, Pologne. En 2013, la mine est encore en activité.